# Euxoa nigricans
Espèce
Euxoa nigricans, la Noctuelle noirâtre ou le Noir-Atre, est une espèce d'insectes lépidoptères de la famille des Noctuidae (papillons de nuit), originaire d'Europe.
Les chenilles de cette espèce se nourrissent aux dépens de nombreuses espèces de plantes sauvages et cultivées, consommant notamment les feuilles des choux, pommes de terre, haricots, betteraves, ainsi que les jeunes pousses de vigne.

## Synonymes
Selon Funet :
- Phalaena (Noctua) nigricans Linnaeus, 1761
- Noctua fumosa Denis & Schiffermüller, 1775
- Phalaena (Noctua) rubricans Esper, 1788
- Phalaena (Noctua) rubricans Esper, 1796
- Noctua dubia Haworth, 1809
- Noctua vilis Hübner, 1813
- Noctua fuliginea Hübner, 1813
- Noctua carbonea Hübner, 1823
- Noctua ursina Godart, 1824
- Agrotis rustica Eversmann, 1842
- Agrotis oppidicola Krulikovsky, 1907